# Parabolano
Parabolano (en griego antiguo Παράβολοι - Paráboloi, Παραβολᾶνοι - Parabalânoi) era la denominación de los miembros de una hermandad cristiana que en los primeros siglos de la Iglesia se hacían cargo, de forma voluntaria, del cuidado de los enfermos y de enterrar a los muertos. 

## Historia
Se ha afirmado, aunque sin suficientes datos que lo corroboren, que la hermandad se organizó primeramente durante la gran epidemia de Alejandría en tiempos del episcopado de Dionisio el Grande (en la segunda mitad del siglo III).
Recibieron su nombre debido a que arriesgaban sus vidas (παραβάλλεσθαι τὴν ζωήν - paraballesthai ten zoen) al exponerse a enfermedades contagiosas. La palabra griega paraboleuesthai significa "arriesgar la vida", y también está relacionada con la palabra parabolani que significa los "jugadores" en el mismo griego.
Junto a labores caritativas los parabolanos constituían un cuerpo de guardia del obispo. 
Su número nunca fue muy elevado. El Codex Theodosianus del 416 (xvi, 2, 42) restringía el número a no más de 500 en Alejandría; dos años más tarde se emitió una ley que lo incrementó hasta 600. En Constantinopla el número se redujo de acuerdo al Codex Justinianus (I, 2, 4) de 1100 a 950. 
No se vuelve a tener referencias de los parabolanos después de los tiempos de Justiniano.
Aunque eran elegidos por el obispo y siempre permanecían bajo su control, el Codex Theodosianus otorgaba al prefecto o gobernador romano en Egipto supervisión sobre ellos. 
No formaban parte de ninguna orden ni profesaban votos, pero se les incluía entre los miembros del clero y disfrutaban de sus privilegios e inmunidad. Tenían prohibida por ley la presencia en teatros y aglomeraciones públicas. En ocasiones tomaron parte activa en controversias eclesiásticas, como durante el concilio no aceptado por Roma conocido como Latrocinio de Éfeso del año 449.

## En el cine
En la  película del 2009  Agora los parabolanos son voluntarios cristianos que distribuyen pan a los pobres, hacen todo tipo de obras de caridad para con los necesitados y están dispuestos para atacar a los paganos, a los judíos y a los cristianos que se opusieran a su obispo previendo un posible conflicto a gran escala. 